# Мей, Софья Яковлевна
Софья Яковлевна Мей (Свердлова) (1902—1977) — советская актриса театра и эстрады, кукловод, певица, чтец. Популярностью пользовался эстрадный дуэт Мей с Игорем Дивовым.

## Биография
Родилась в 1902 году (по другим сведениям — в 1901).
В 1926 году окончила актёрский факультет ГИТИС.
Работала в театре-студии Юрия Завадского.
В 1941 году вместе с мужем поступила в Государственный Центральный Театр Кукол. К этому моменту Софья Яковлевне была уже состоявшейся актрисой и певицей.
В годы Великой Отечественной войны в составе фронтовых концертных бригад (в которые, кроме неё, попеременно, входили её муж А. Громов, Владимир Ильницкий, Семён Самодур, Лидия Казьмина, Наталья Брандт и другие) приняла участие в более чем 700 фронтовых концертах, исполняя роль кошечки Пуцци в пародийно-сатирической оперетте М. Серпинского «На крышах Берлина» и читая рассказы Антона Чехова. Выступать иногда приходилось и во время авиационных налётов и даже поблизости от немецких позиций.
С 1946 (по другим данным, с 1947 года, по другим — с 1950-х годов) года совместно с Игорем Дивовым ставила в том же театре эстрадные музыкальные пародийные кукольные номера.
Дуэт Дивова и Мей пользовался успехом и, кроме ГЦТК, параллельно выступал на эстрадных концертных площадках, принимал участие в спектаклях Московского театра эстрады, программах театра «Синяя птичка».
В 1956 году (по другим сведениям, в 1955 году) ушла из Государственного Центрального Театра Кукол. Одновременно с ней ушли её муж — художник-кукольник Андрей Барт, артист-кукловод Игорь Дивов с женой (Натальей Степановой), а также пианист-концертмейстер А. Романов. Все вместе они создали эстрадную группу, начали ставить отдельные концертные номера и выступать с ними.
В 1960 году концертный дуэт с Дивовым развалился, Мей начала выступать с Бартом.
Какое-то время Мей числилась и в труппе Московского театра миниатюр.
Умерла в 1977 году.

## Личная жизнь
- Муж — А. Громов[1].
- Третий муж — Андрей Барт[1].

## Известные роли
| Название                        | Тип       | Роль                                                 | Театр                                   | Источники               |
| ------------------------------- | --------- | ---------------------------------------------------- | --------------------------------------- | ----------------------- |
| «2:0 в нашу пользу»             | Спектакль | Продавщица мороженого                                | Государственный Центральный Театр Кукол | [ 8 ]                   |
| «Волки и овцы»                  | Спектакль | Глафира                                              | Театр-студия Юрия Завадского            | [ 9 ]                   |
| «Дуэт Зупана и Лизы»            | Номер     |                                                      | Государственный Центральный Театр Кукол | [ 2 ] [ 4 ] [ 3 ]       |
| «Его день рождения»             | Спектакль |                                                      | Московский театр эстрады                | [ 2 ] [ 3 ]             |
| «Илья Муромец»                  | Спектакль | Княгиня Евпраксия                                    | Государственный Центральный Театр Кукол | [ 1 ]                   |
| «Кошкин дом»                    | Спектакль | Кошка                                                | Государственный Центральный Театр Кукол | [ 1 ] [ 10 ]            |
| «Маугли»                        | Спектакль | Багира                                               | Государственный Центральный Театр Кукол | [ 1 ]                   |
| «На крышах Берлина»             | Оперетта  | Пуцци                                                | Государственный Центральный Театр Кукол | [ 1 ]                   |
| «Необыкновенный концерт»        | Спектакль | Дрессировщица, Колоратурное сопрано, Жанровая певица | Государственный Центральный Театр Кукол | [ 1 ] [ 12 ]            |
| «Опера „Тишина“»                | Номер     |                                                      | Государственный Центральный Театр Кукол | [ 6 ] [ 2 ] [ 4 ] [ 3 ] |
| «Песенка Периколы»              | Номер     |                                                      | Государственный Центральный Театр Кукол | [ 6 ] [ 2 ] [ 4 ] [ 3 ] |
| «По щучьему веленью»            | Спектакль | Мамка                                                | Государственный Центральный Театр Кукол | [ 1 ]                   |
| «Роковое явление»               | Номер     |                                                      | Московский театр эстрады                | [ 2 ]                   |
| «Слово имеют куклы»             | Номер     |                                                      |                                         | [ 13 ]                  |
| «Снегуркина школа»              | Спектакль | Медведица                                            | Государственный Центральный Театр Кукол | [ 14 ]                  |
| «Цыганский танец с катаньетами» | Номер     |                                                      | Государственный Центральный Театр Кукол | [ 6 ] [ 2 ] [ 4 ] [ 3 ] |
| «Чёртова мельница»              | Спектакль | Дишперанда                                           | Государственный Центральный Театр Кукол | [ 1 ]                   |

| Название спектакля | Роль      | Источники    |
| ------------------ | --------- | ------------ |
| «Кошкин дом»       | Кошка     | [ 1 ] [ 10 ] |
| «Снегуркина школа» | Медведица | [ 14 ]       |

## Фильмография
- 1957 — «Слово имеют куклы»[16][17]

## Рецензии, отзывы, критика
По мнению Симона Дрейдена, в умных и точных руках С. Мэй, в её искусной речи, кукла пантеры Багиры получила живой, рельефный и пластичный характер, естественный и, одновременно, поэтичный.
По мнению Татьяны Тэсс, Продавщицей мороженого (кукловод Софья Мэй) было продемонстрировано очень хорошее актёрское мастерство в спектакле «2:0 в нашу пользу» по пьесе Владимира Полякова.
В 1957 году на студии «Союзмультфильм» режиссёром Анатолием Карановичем был снят фильм «Слово имеют куклы», являющийся экранизацией одноимённого спектакля Игоря Дивова и Софьи Мэй. Фильм посвящён творчеству этих замечательных кукольников — артистов эстрады, в нём раскрываются их искусство кукловождения, а также технология кукольного производства. В разыгранных с помощью кукол пародийных и сатирических сценах высмеиваются паразитизм, стиляжество, пошлость. Положенный в основу мультфильма одноимённый эстрадный номер Дивова и Мей пользовался заслуженным успехом у зрителей.
В 1977 году дуэт Мей и Дивова был, наряду с Образцовым, упомянут в числе достижений советской эстрады в Большой советской энциклопедии.
По воспоминаниям Александра Менакера, Софья Мэй была прекрасной комедийной актрисой. Имела собственные жанр и лицо, позволявшие ей, оставаясь на одном уровне с Риной Зелёной, Марией Мироновой и Диной Нурм, не соперничать с ними в труппе Московского театра эстрады и миниатюр.
По воспоминаниям Георгия Бахтарова, в Театре Эстрады и Миниатюр он играл с актрисой театра Образцова Софьей Мей, которую считал звездой, забавную миниатюру, в которой он изображал врача санатория, а она — жену сердечника, выигравшего в облигацию пятьдесят тысяч рублей.
По мнению Бориса Голдовского и О. Кузнецовой, дуэт Игоря Дивова и Софьи Мей пользовался успехом у зрителей. Их музыкальные пародийные номера высмеивали эстрадную халтуру, театральные штампы и пошлость.
В ноябре 1956 года Мей должна была выехать для выступлений во Францию в составе группы из 16 советских артистов эстрады сроком на 45 дней по линии общества «Франция—СССР». Соответствующее разрешение было выдано Министерству культуры СССР Решением ЦК КПСС от 19 октября 1958 года. Однако, в связи с осложнением отношений между СССР и Францией, поездка не состоялась.
По воспоминаниям Веры Конюховой, в труппе Государственного Центрального Театра Кукол никто не пел так хорошо, как Соня Мей. Именно по этой причине, после её ухода из театра, из спектакля «Необыкновенный концерт» был исключён джазовый номер, поскольку исполнять роль Джазовой певицы стало некому. Причём в исполнении Мей этот номер был не пародийным, её пение просто нравилось зрителям.
К числу лучших ролей Софьи Мей в спектаклях Государственного Центрального Театра Кукол относятся Колоратурное сопрано и Жанровая певица в спектакле «Необыкновенный концерт», Мамка в «По щучьему веленью», Дишперанда в «Чёртовой мельнице», Княгиня Евпраксия в «Илье Муромце», Багира в «Маугли». Ещё Мей сначала сыграла Кошку в театральной постановке «Кошкин дом», затем озвучила эту роль в одноимённом радиоспектакле. Затем запись этого радиоспектакля вышла на пластинке. Позднее эта запись многократно переиздавалась в различных форматах.